# قطعنامه ۲۰۷۳ شورای امنیت
قطعنامهٔ ۲۰۷۳ شورای امنیت سازمان ملل متحد سندی بین‌المللی دربارهٔ وضعیت در سومالی است. این قطعنامه طی نشست شورای امنیت سازمان ملل متحد در تاریخ ۷ نوامبر ۲۰۱۲ میلادی با ۱۵ رأی موافق، ۰ مخالف و ۰ ممتنع به تصویب رسید.